# Байфилд, Куинтон
Куинтон Байфилд (англ. Quinton Byfield; род. 19 августа 2001, Ньюмаркет, Онтарио, Канада) — канадский хоккеист ямайского происхождения, центральный нападающий, выступает в НХЛ за клуб «Лос-Анджелес Кингз». 

## Карьера
На драфте НХЛ 2020 года был выбран в первом раунде под общим 2-м номером командой «Лос-Анджелес Кингз».
16 октября 2020 года подписал трёхлетний контракт новичка с клубом «Лос-Анджелес Кингз».

## Статистика
| Легенда | Легенда                    | Легенда | Легенда                   | Легенда | Легенда    |
| ------- | -------------------------- | ------- | ------------------------- | ------- | ---------- |
| И       | Количество проведённых игр | Штр     | Штрафное время            | +/−     | Плюс-минус |
| Г       | Голы                       | П       | Голевые передачи          | О       | Очки       |
| -       | Статистика неизвестна      | —       | Статистика не учитывалась |         |            |